# Фредди (певец)
Фредди (венг. Freddie, настоящее имя Габор Альфред Фехервари, венг. Gábor Alfréd Fehérvári; род. 8 апреля 1990, Дьёр, Венгрия) — венгерский певец. В 2016 году в Стокгольме представил Венгрию на Евровидении 2016 с песней «Pioneer».

## Биография

### Ранние годы
Габор Альфред Фехервари родился 8 апреля 1990 года в венгерском городе Дьёр. Его дедушка — Альфред Фехервари — венгерский футболист и футбольный тренер. Ещё с детства Габор начал интересоваться музыкой, а также сочинял собственные стихи — на венгерском и английском языках. Габор был профессиональным баскетболистом, пока не получил серьёзную травму.

### Начало музыкальной карьеры
Сначала Габор был гитаристом в нескольких малоизвестных группах. В 2010 году Фехервари участвовал в венгерской версии шоу «Rising Star», где занял четвёртое место. 14 мая 2015 года Габор выпустил свой первый сингл «Mary Joe», автором которого стал венгерский представитель на Евровидении 2014 Андраш Каллай-Саундерс. В ноябре 2015 года Фехервари впервые использовал псевдоним Фредди и презентовал свой второй сингл «Neked nem kell» на венгерском языке.

### A Dal и Евровидение 2016

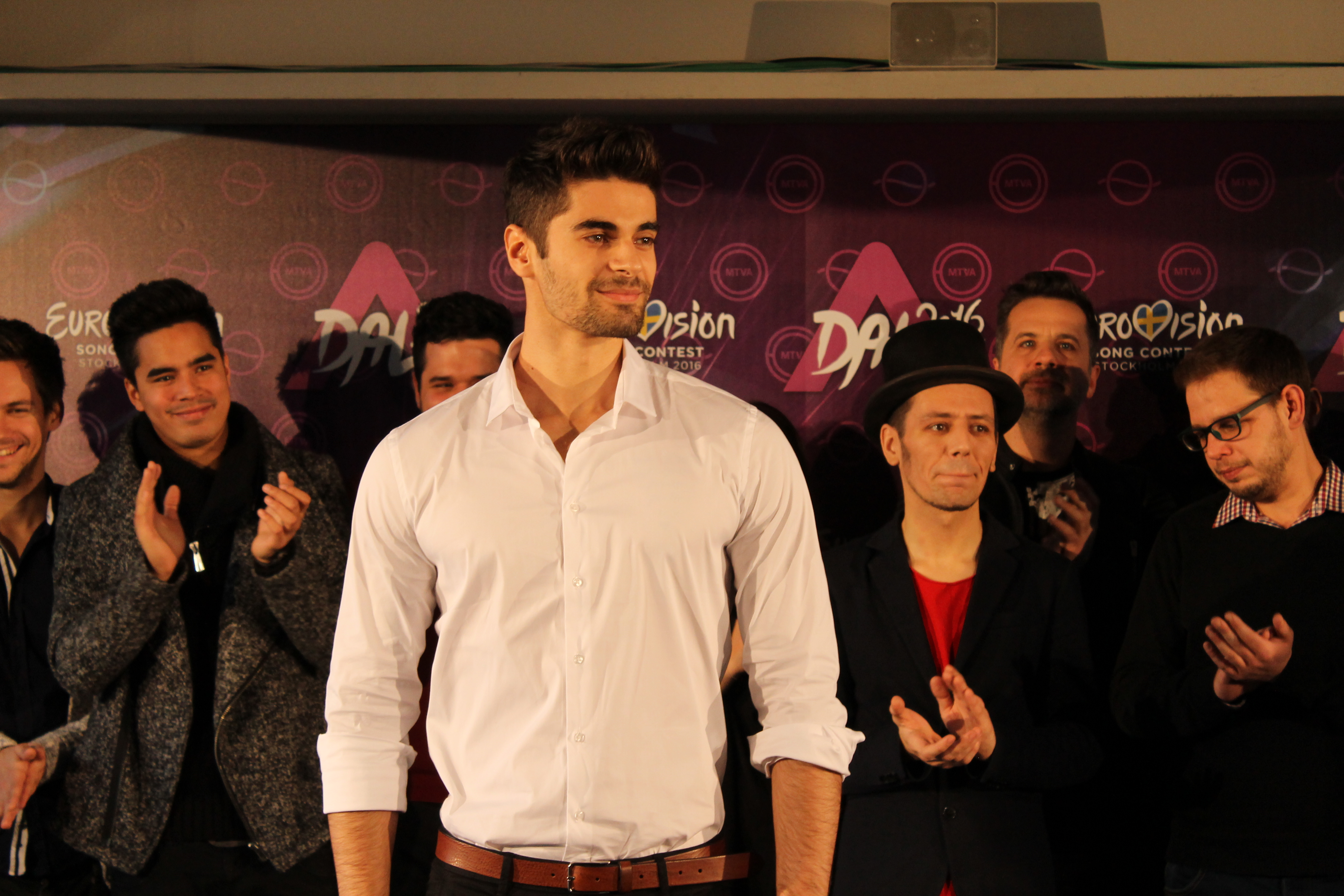
Фредди в 2016 году

В 2016 году Габор Фехервари под псевдонимом Фредди принял участие в венгерском шоу «A Dal 2016» (национальный отбор Венгрии на Евровидение 2016) с песней «Pioneer». Во время финала 27 февраля 2016 года Фредди победил на отборе и получил право представлять свою страну на Евровидении 2016 в Стокгольме.
На самом Евровидении Фредди занял четвёртое место в первом полуфинале и 19 место в финале.